# Joanna Lawn
Pour les articles homonymes, voir Lawn.
Joanna Lawn, née le 29 décembre 1973 à Wellington, est une triathlète et coureuse cycliste néo-zélandaise, multiple vainqueur sur compétition Ironman et détient en 2016 le record de victoire sur l'Ironman Nouvelle-Zélande.

## Biographie
Joanna Lawn grandit à Auckland et participe aux Jeux du Commonwealth de 1998, où elle est sélectionnée dans l'équipe cycliste de la Nouvelle-Zélande. En 1999, elle s'oriente vers le triathlon. 
Entre  2003 et 2009, elle remporte l'Ironmande Taupo en Nouvelle-Zéland. Elle ne s'incline qu'en 2009 où elle ne prend que la seconde place, derrière sa compatriote Gina Ferguson. En 2005 et 2007, elle est qualifiée pour le championnat du monde d'Ironman à Hawaï.
En janvier 2014, elle annonce qu'elle met un terme à sa carrière professionnelle, qui aura duré près 20 ans et annonce qu'elle attend un enfant. Joanna Lawn vit avec son mari Armando Galarraga à Auckland.

## Palmarès triathlon
Le tableau présente les résultats les plus significatifs (podium) obtenus sur le circuit international de triathlon depuis 2002.
| Année | Compétition                                     | Pays             | Position           | Temps           |
| ----- | ----------------------------------------------- | ---------------- | ------------------ | --------------- |
| 2013  | Challenge Wanaka                                | Nouvelle-Zélande | Médaille de bronze | 9 h 44 min 30 s |
| 2012  | Ironman Nouvelle-Zélande (modifié Ironman 70.3) | Nouvelle-Zélande | Médaille de bronze | 4 h 30 min 40 s |
| 2012  | Samui Triathlon                                 | Thaïlande        | Médaille de bronze | 6 h 55 min 32 s |
| 2011  | Ironman 70.3 Corée du Sud                       | Corée du Sud     | Médaille d'or      | Timing          |
| 2011  | Ironman 70.3 Busselton                          | Royaume-Uni      | Médaille d'or      | 4 h 13 min 23 s |
| 2011  | Ironman Nouvelle-Zélande                        | Nouvelle-Zélande | Médaille de bronze | 9 h 31 min 53 s |
| 2010  | Ironman Nouvelle-Zélande                        | Nouvelle-Zélande | Médaille d'or      | 9 h 14 min 35 s |
| 2009  | Ironman Nouvelle-Zélande                        | Nouvelle-Zélande | Médaille d'argent  | 9 h 23 min 8 s  |
| 2008  | Ironman Nouvelle-Zélande                        | Nouvelle-Zélande | Médaille d'or      | 9 h 16 min 0 s  |
| 2007  | Ironman Nouvelle-Zélande                        | Nouvelle-Zélande | Médaille d'or      | 9 h 20 min 2 s  |
| 2007  | Challenge Roth                                  | Allemagne        | Médaille d'argent  | 8 h 58 min 25 s |
| 2006  | Challenge Roth                                  | Allemagne        | Médaille d'or      | 9 h 1 min 17 s  |
| 2006  | Ironman Nouvelle-Zélande (modifié Ironman 70.3) | Nouvelle-Zélande | Médaille d'or      | 4 h 10 min 33 s |
| 2005  | Ironman Nouvelle-Zélande                        | Nouvelle-Zélande | Médaille d'or      | 9 h 30 min 14 s |
| 2004  | Ironman Nouvelle-Zélande                        | Nouvelle-Zélande | Médaille d'or      | 9 h 22 min 24 s |
| 2004  | Ironman États-Unis                              | États-Unis       | Médaille de bronze | 9 h 39 min 58 s |
| 2003  | Ironman Nouvelle-Zélande                        | Nouvelle-Zélande | Médaille d'or      | 9 h 17 min 56 s |
| 2003  | Ironman États-Unis                              | États-Unis       | Médaille de bronze | Timing          |
| 2002  | Ironman États-Unis                              | États-Unis       | Médaille d'or      | 9 h 57 min 38 s |
| 2002  | Ironman Nouvelle-Zélande                        | Nouvelle-Zélande | Médaille d'or      | Timing          |

## Palmarès cyclisme
- 1995
  - 2e du championnat de Nouvelle-Zélande contre-la-montre
  -  Médaillée de bronze du championnat d'Océanie sur route
  - 3e de Kampioenschap Oceanie Tijdrit
- 1996
  - 2e du championnat de Nouvelle-Zélande contre-la-montre
- 1997
  - 3e du championnat de Nouvelle-Zélande sur route
- 1998
  - 77e de la course en ligne des championnats du monde de cyclisme sur route 1998